# Institutul de Cinematografie „Gherasimov”
Institutul de Cinematografie „Gherasimov” sau Institutul de Stat pentru Cinematografie din Moscova (în rusă Всероссийский государственный университет кинематографии имени С. А. Герасимова,  VGIK) este o școală de film din Moscova, Rusia. A fost fondată de regizorul Vladimir Gardin în 1919 ca Școala de Film din Moscova, ceea ce o face cea mai veche școală de film din lume. Institutul poartă numele regizorului de film Serghei Gherasimov.
Institutul formează specialiști creativi în domeniul cinematografiei, televiziunii, videoclipurilor și alte arte ale ecranului. Aici s-au format numeroase vedete ale cinematografiei ruse și sovietice ca Serghei Bondarciuk, Nikita Mihalkov, Vasili Șukșin, Andrei Tarkovski, Otar Iosseliani și mulți alții.

## Istorie
Institutul de Cinematografie „Gherasimov” este gestionat de Ministerul Culturii al Federației Ruse. Din 1934 până în 1991, institutul a fost numit „Institutul de Stat de Cinematografie pentru toată Uniunea (Sovietică)” (în rusă: Всесоюзный государственный институт кинематографии). În 1986 a fost numit după regizorul și actorul rus Serghei Gherasimov.
Din mai 2004, Institutul de Cinematografie „Gherasimov” implementează programe de învățământ profesional secundar.
La 15 aprilie 2013, institutul a fost clasat ca un patrimoniu cultural deosebit de valoros al popoarelor Federației Ruse și inclus în Codul de stat al obiectelor deosebit de valoroase ale patrimoniului cultural al popoarelor Federației Ruse (Государственный свод особо ценных объектов культурного наследия народов Российской Федерации).

## Absolvenți celebri
- Tenghiz Abuladze
- Sitora Alieva
- Iia Arepina
- Dhimitër Anagnosti
- Natalya Andrejchenko
- Anders Banke
- Egor Baranov
- Siddiq Barmak
- Aimée Beekman[6]
- Vladimir Beekman[6]
- Serghei Bondarciuk
- Frank Daniel
- Georgi Djulgerov
- Maciej Drygas
- Dimitri Devyatkin
- Aleksandr Fyodorov
- Leonid Gaidai
- Marina Goldovskaya
- Iris Gusner
- Aleksei Alekseivich German
- Rustam Ibragimbekov
- Otar Iosseliani
- Roman Karmen
- Shapi Kaziev
- Ilya Khrzhanovsky
- Marlen Khutsiev
- Elem Klimov
- Andrei Koncealovski
- Alim Kouliev
- Larisa Kronberg
- Eldar Kuliev
- Pavel Lebeshev
- Việt Linh
- Sergei Loznitsa
- Oleg Makara
- Vladimir Menșov
- Nikita Mihalkov
- Aleksandr Misharin
- Kira Muratova
- Vladimir Nakhabtsev
- Khodzha Kuli Narliyev
- Mikko Niskanen
- Rashid Nugmanov
- Iuri Ozerov
- Serghei Paradjanov
- Aleksandr Petrov
- Juris Podnieks
- Andres Puustusmaa
- Irma Raush
- Eduard Rozovsky
- Eldar Reazanov
- Abderrahmane Sissako
- Giorgi Shengelaia
- Eldar Shengelaya
- Larisa Shepitko
- Sjumandjaja
- Aleksandr Sokurov
- Elena Solovei
- Sergey Solovyov
- Vasili Șukșin
- Andrei Tarkovski
- Mihail Vartanov
- Natalia Vavilova
- Luz Valdez
- Konrad Wolf
- Vitautas Žalakevičius

## Legături externe
- http://www.vgik.info/ Site-ul oficial